# Blengorkulon
Blengorkulon is een bestuurslaag in het regentschap Kebumen van de provincie Midden-Java, Indonesië. Blengorkulon telt 1780 inwoners (volkstelling 2010).